# Peel Trident
Peel Trident  — трёхколёсный микромобиль — мотоколяска производства Peel Engineering Company с острова Мэн. В отличие от предшественника Peel P50, новый автомобиль вмещает двух человек, для размещения внутри автомобиля не было дверей, кабина откидывалась вперёд, открывая доступ в салон. Кабина представляла собой колпак из плексигласа, из-за которой её часто называли как «наземный вариант летающей тарелки».
Автомобиль оборудован 49-кубовым мотоциклетным двухтактным двигателем DKW мощностью 4,2 л. с. и имеет максимальную скорость 45 км/ч. Двигатель агрегатируется с трёхскоростной ручной коробкой передач. Несколько микрокаров были оборудованы 99-кубовым двигателем Triumph и 7-дюймовым ведущим колесом.
Всего было выпущено 82 экземпляра по цене в £190.
По сообщениям портала Autoblog, компания Peel Engineering планирует возродить самые маленькие трёхколёсные автомобили в мире — Peel P50 и Peel Trident. Машины будут выпущены ограниченной серией в общем количестве 50 штук. На автомобили будет устанавливаться электромотор вместо двигателя от мотороллера. Характеристики пока не раскрываются. Peel Engineering на своем сайте уже начала приём заявок на P50 и Trident. Для того чтобы «забронировать» автомобиль, необходимо внести депозит в размере 499 фунтов стерлингов.